# 45 (Michael Jackson is not dead)
45 (Michael Jackson is not dead) is een housemix van Stars on 45. De single werd uitgebracht op 1 maart 2011, ongeveer een jaar en acht maanden na het overlijden van de zanger Michael Jackson.
Anders dan de voorgaande singles uit het Stars on 45-project van Jaap Eggermont, is deze geen medley maar een housemix. De tekst bestaat enkel uit de herhaling van de zin Michael Jackson is not dead, met daardoorheen enkele malen een uitspraak van Michael Jackson gemixt.
Net als de voorganger, de remix van Stars on 45 proudly presents The Star Sisters uit 2007, werd ook deze single geperst op vinyl. De plaat bevat vier versies van verschillende dj's. De single stond vijf weken in de Tipparade, maar bereikte geen notering in de Nederlandse Top 40 of de Single Top 100.

## Samenstelling
| Volgorde | dj                | duur |
| -------- | ----------------- | ---- |
| A1       | Olav Basoski      | 3:21 |
| A2       | Koen Groeneveld   | 4:21 |
| B1       | Addy van der Zwan | 5:50 |
| B2       | Criminal Vibes    | 6:23 |